# Домбский, Ян
Ян Домбский (пол. Jan Dąbski; 10 апреля 1880, с. Кукезов, близ Львова, Королевство Галиции и Лодомерии, Австро-Венгрия — 5 июня 1931, Варшава, Польская республика) — польский журналист и государственный деятель, и. о. министра иностранных дел Польши (1921).

## Биография
Окончил химический факультет Львовского университета. Участвовал в создании польского крестьянского движения в Галиции, вступив в ряды Польской крестьянской партии Галиции. В 1907—1909 гг. корреспондент газеты «Курьер львовский» в Вене, в 1908—1913 гг. — её соредактор. В 1908 г. редактировал «Львовскую народную газету». Вместе с Болеславом Вислоухом спровоцировал раскол в польском крестьянском движении (1912), став одним из лидеров Польской крестьянской партии — Союза независимых крестьянских лидеров, которая в 1914 г. вошла в состав Польской Народной партии «Пяст».
В годы Первой мировой войны участвовал в боевых действиях в составе 4-го пехотного полка.
В 1914 г. стал представителем Польской народной партии в западном отделении её Верховного национального комитета.
В 1917—1918 гг. он организовал партию под названием «Партия единства», но вскоре вернулся в Народную партию «Пяст».
С 1919 по 1931 гг. избирался членом польского Сейма, был соавтором законопроекта о земельной реформе.
С марта 1920 г. был заместителем министра иностранных дел, возглавлял польскую делегацию на переговорах в Минске и Риге по прекращению огня в Советско-польской войне. Был одним из подписавших Рижский договор.
В мае-июне 1921 г. исполнял обязанности министра иностранных дел Польской Республики.
В 1923 г. он основал партию «Народное единство», а в 1926 г. участвовал в создании Крестьянской партии, став её председателем. В 1928—1931 гг. занимал должность вице-спикера Сейма.
29 августа 1930 г. был избит неизвестными в военной форме, после чего был тяжело болен и прикован к постели.
Похоронен 7 июня 1931 года в Варшаве на Повонзсковском кладбище.

## Награды и звания
Награждён Большим крестом ордена Возрождения Польши.